# Hemisphaerius virescens
Hemisphaerius virescens är en insektsart som beskrevs av William Lucas Distant 1906. Hemisphaerius virescens ingår i släktet Hemisphaerius och familjen sköldstritar. Inga underarter finns listade i Catalogue of Life.